# Сибриан, Эдди
Э́дди Си́бриан (англ. Eddie Cibrian; род. 16 июня 1973, Бербанк, Лос-Анджелес, Калифорния, США) — американский актёр, известный по роли Коула Дешанела в мыльной опере «Любовь и тайны Сансет Бич» и Джимми Доэрти в сериале «Третья смена».

## Биография
Эдди Сибриан родился 16 июня 1973 года в Бёрбанке, Калифорния, в семье офисного менеджера Гортензии Балагер и банкира Карла Сибриана. Его родители являются кубинцами по происхождению — их семьи бежали с Кубы после прихода к власти Фиделя Кастро. Все своё детство Сибриан провёл в Сан-Фернандо. Будущий актёр стал задумываться о профессии, когда узнал, что его 13-летний одноклассник уже снимается в рекламе. Это послужило толчком, и Эдди сообщил родителям, что тоже хочет заниматься именно этим. Поиски агента по продвижению юного таланта принесли свои результаты: на протяжении семи лет Сибриан успешно снимался в рекламе, подрабатывал на телевидении и радио. Будучи склонным к спортивному образу жизни он мечтал и об этой сфере, однако из-за постоянной занятости его отстранили от школьных соревнований, поэтому о спорте на время пришлось забыть.
Средняя школа в местечке Монтеклер была окончена, далее последовал Калифорнийский университет. Параллельно с учёбой на экономическом факультете Сибриан продолжал подрабатывать, чтобы не быть материально зависимым от кого-либо.
Первой серьёзной, но небольшой работой стала роль Мэтта Кларка в телесериале «Молодые и дерзкие» в 1994 году. На съёмках он познакомился со своим другом, актёром Джошуа Морроу. В 1996 году Эдди снялся в эпизодах популярных сериалов «Беверли-Хиллз, 90210» и «Сабрина — маленькая ведьма», после чего получил значительную роль Гриффа Уолкера в сериале «Ночи Малибу». Первоначально продюсер Дэвид Хассельхофф планировал для Эдди небольшую роль, но изменил своё решение, подписав с молодым актёром контракт на два сезона; именно Д. Хассельхофф предложил начинающему актёру попробоваться в запускающуюся «мыльную оперу» под названием «Любовь и тайны Сансет Бич». На пробах актёра уверили, что его персонаж станет одним из центральных, и он принял предложение. В феврале 1997 года Эдди официально вошёл в актёрский состав уже снимающегося проекта, заменив предыдущего исполнителя роли Коула, актёра Эшли Хамильтона.
Уже с первых серий персонаж Сибриана Коул ДеШанель, вор драгоценностей и внук основателя городка Сансет Бич, буквально приковывал женскую половину телезрительниц. И неспроста: Эдди обладал довольно хорошей физической подготовкой и неоднократно появлялся с обнажённым торсом в эротических киносценах. Сериал набирал обороты и бешеную популярность, Сибриан самозабвенно выполнял свою работу и был предан проекту. Что не помешало ему, тем не менее, принять приглашение Чака Норриса на роль Логана Фэллона в боевике «Война Логана» (фильм вышел на телевидении 1 февраля 1998 года). В 1999 году, по окончании съёмок в «Сансет Бич», Эдди получил роль Джимми Доэрти в сериале «Третья смена», повествующим о работе команды спасателей. В это время актёр снимается в некоторых других фильмах и эпизодах известных сериалов.
В 2005 году выходит фильм ужасов «Пещера» с Эдди в главной роли. В этом же году он подписывает контракт на участие в сериале «Нашествие», производством которого занимается кинокомпания ABC. В 2007 году Сибриан заключает контракт на участие в семи эпизодах популярного сериала «Дурнушка». Спустя два года, в 2009-м, выходят сразу две драмы с участием Эдди Сибриана— «Легко не сдаваться» и «Северное сияние».

## Фильмография
| Год       |   | Русское название           | Оригинальное название       | Роль               |
| --------- | - | -------------------------- | --------------------------- | ------------------ |
| 1994—1994 | с | Молодые и дерзкие          | Young and the Restless, The | Мэтт Кларк         |
| 1996—1996 | с | Беверли-Хиллз, 90210       | Beverly Hills, 90210        | Кейси Уоткинс      |
| 1996—1996 | с | Сабрина — маленькая ведьма | Sabrina, the Teenage Witch  | Дэррил             |
| 1996—1997 | с | Ночи Малибу                | Baywatch Nights             | Грифф Уолкер       |
| 1997—1999 | с | Любовь и тайны Сансет Бич  | Sunset Beach                | Коул Дешанел       |
| 1998      | ф | На всю катушку             | Living Out Loud             | The Masseur        |
| 1998      | ф | Война Логана               | Logan's War: Bound by Honor | Логан Фэллон       |
| 1999      | ф | 3deep                      | 3deep                       | Эдди               |
| 1999      | ф | Неисправимые               | But I'm a Cheerleader       | Рок                |
| 1999—2005 | с | Третья смена               | Third Watch                 | Джимми Доэрти      |
| 2000      | ф | Сотворение мира            | In the Beginning            | Джозеф             |
| 2001      | ф | Скажи, что не так          | Say It Isn't So             | Джек Митчелсон     |
| 2005—2005 | с | Конец игры                 | Tilt                        | Эдди               |
| 2005      | ф | Пещера                     | Cave, The                   | Тайлер МакАллистер |
| 2005—2006 | с | Нашествие                  | Invasion                    | Расселл Варон      |
| 2006—2006 | с | Пропавшая                  | Vanished                    | Агент Дэниел Лукас |
| 2007—2007 | с | Грязные мокрые деньги      | Dirty Sexy Money            | Себастьен Флит     |
| 2007—2007 | с | Кто такая Саманта?         | Samantha Who?               | Кевин              |
| 2007      | ф | Футбольные жены            | Football Wives              | Джейсон Остин      |
| 2007—2007 | с | Мыслить как преступник     | Criminal Minds              | Джо Смит           |
| 2008—2008 | с | Дурнушка                   | Ugly Betty                  | Тренер Диас        |
| 2008—2008 | с | Развод по-голливудски      | Starter Wife, The           | Эдди Ларош         |
| 2009      | ф | Легко не сдаваться         | Not Easily Broken           | Брок               |
| 2009      | ф | Северное сияние            | Northern Lights             | Найт Бёрнс         |
| 2009—2010 | с | Место преступления: Майами | CSI: Miami                  | Джессе Кардоза     |
| 2010—2010 | с | Преследование              | Chase                       | Бен Кроули         |
| 2010      | ф | Золотые руки               | Healing Hands               | Бадди              |
| 2011      | с | Клуб Плейбоя               | The Playboy Club            | Ник Далтон         |
| 2012      | ф | Хорошие поступки           | Good Deeds                  | Джон               |
| 2012      | с | Риццоли и Айлс             | Rizzoli & Isles             | Дэннис Рокмонд     |
| 2013      | ф | Свидетель на свадьбе 2     | The Best Man Holiday        | Брайан             |
| 2018      | с | Дубль два                  | Take Two                    | Эдди               |

## Награды и номинации
- 1998 год, 1999 год — номинация премии «Дайджест мыльных опер» в категории «Ведущий молодой актёр» (сериал «Любовь и тайны Сансет Бич»)
- 2000 год, 2002 год — номинация премии «ALMA Awards» в категории «Роль второго плана в телевизионном сериале» (сериал «Третья смена»)